# Hyperythra muselmana
Hyperythra muselmana är en fjärilsart som beskrevs av Brandt 1938. Hyperythra muselmana ingår i släktet Hyperythra och familjen mätare. Inga underarter finns listade i Catalogue of Life.